# شهرك ولي عصرسرتنغ بهرام خاني (دوستان)
شهرك ولي عصرسرتنغ بهرام خاني (بالفارسية: سرتنگ بهرام خانی) هي قرية تقع في إيران في قسم دوستان الريفي. يقدر عدد سكانها بـ 2,284 نسمة .